# Helicosporina veronae
Helicosporina veronae är en svampart som beskrevs av Rambelli 1960. Helicosporina veronae ingår i släktet Helicosporina, divisionen sporsäcksvampar och riket svampar.   Inga underarter finns listade i Catalogue of Life.